# Yonghe
Yonghe (cinese tradizionale: 永和市; pinyin: Yǒnghé; Wade-Giles: Yung-ho Shih; POJ: Éng-hô-chhī) è una città di Taiwan, situata nella parte meridionale della municipalità di Taipei, a nord dell'isola.
A nord e ad est, il fiume Xindian è il confine naturale tra Yonghe e la città di Taipei, essendo queste ultime collegate da tre grandi ponti. A sudovest di Yonghe è situata poi la città di Zhonghe.

Yonghe è la più piccola delle metropoli di Taiwan, e tuttavia ha la più alta densità di popolazione, che ammonta a circa 40.000 ab./km².
Il 25 dicembre 2010, l'assetto dell'intera contea verrà cambiato e prenderà il nome di città di Xinbei. Yonghe manterrà il suo nome ma diventerà un distretto.

## Economia
Yonghe è famosa per la sua produzione di latte di soia, venduto in innumerevoli negozi di alimentari in tutta l'isola.

## Infrastrutture e trasporti
- Linea Zhonghe MRT (Stazione di Dingxi)
- Strada provinciale 110